# 세노이족

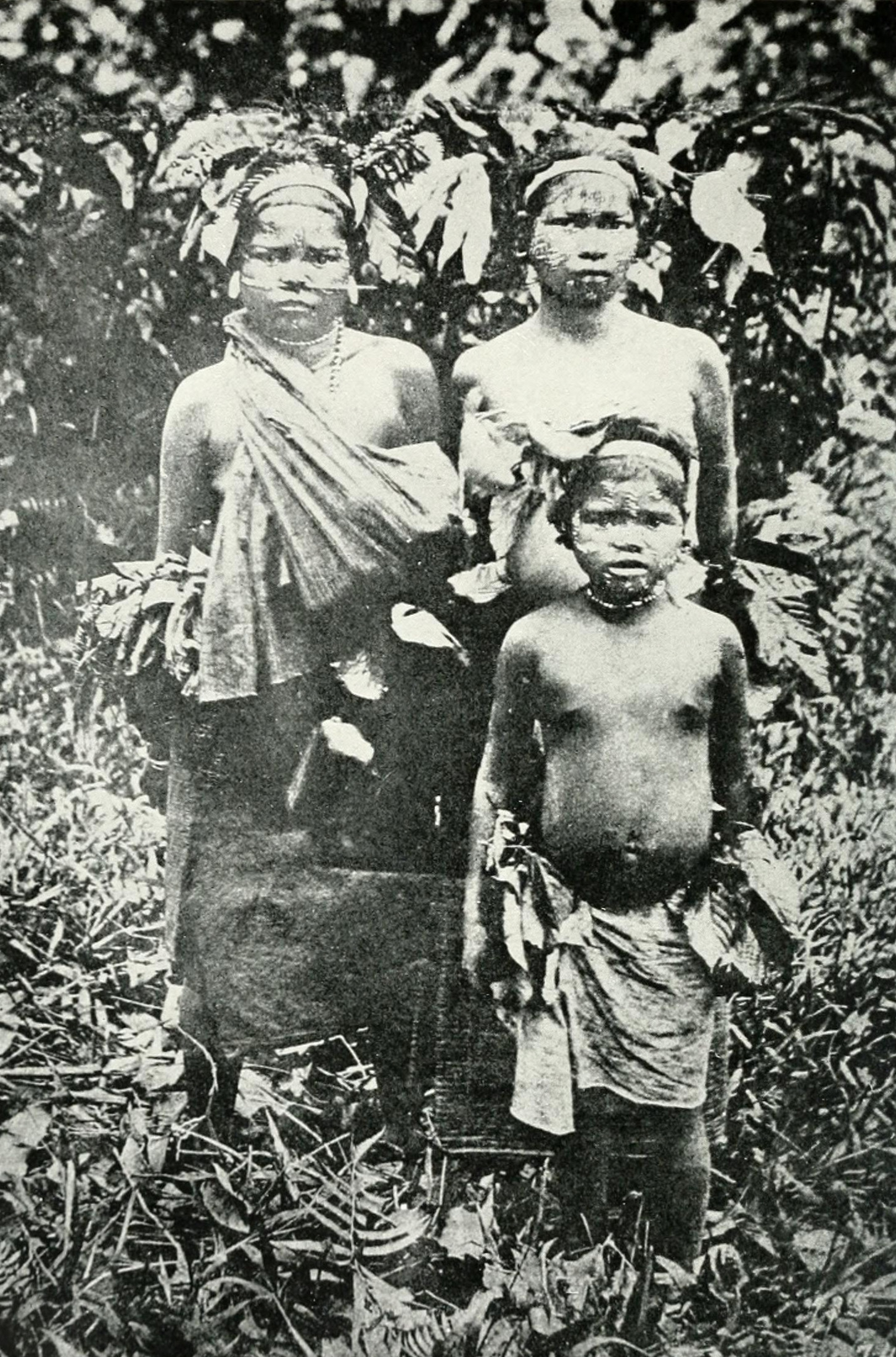
얼굴을 칠하고 코를 뚫은 페락주 남부의 세노이족, 1906년.

세노이족은 말레이 반도의 원주민 곧 오랑 아슬리의 한 하위집단으로, 오랑 아슬리 중 가장 수가 많고 반도의 넓은 지역에 걸쳐 분포한다. 이들은 오스트로아시아어족 계통의 아슬리어파에 속하는 다양한 언어를 사용하나, 오늘날에는 말레이시아의 국어인 말레이어도 말할 줄 안다. 주변 민족으로부터는 사카이족(Sakai)라는 이름으로도 불렸다.
이들은 정치적으로 오랑 아슬리로 분류되며, 세망족-세노이족-원시 말레이족의 구분은 영국 식민 당국이 말레이 반도의 토착민을 분류하며 확립되었다. 그 구분 기준은 명확하지 않고 다만 당시 인류학적 기준에서 신체적 형질과 문화가 발전한 정도에 따라 구분한 것이었다. 세노이족은 단일한 민족이 아니며 체웡족(Cheq Wong), 마메리족(Mah Meri), 자헛족(Jah Hut), 세마베리족(Semaq Beri), 세마이족(Semai), 테미아르족(Temiar)의 6개 민족으로 이루어져 있다.

## 같이 보기
- 세노이어군
- 오랑 아슬리
- 세망족